# Maxime Machenaud
Pour les articles homonymes, voir Machenaud.

a Compétitions nationales et continentales officielles uniquement.

b Matchs officiels uniquement.
Dernière mise à jour le 20 mai 2022.
Maxime Machenaud, né le 30 décembre 1988 à Bordeaux, est un joueur français de rugby à XV qui joue au poste de demi de mêlée. Il évolue depuis 2022 à l'Aviron bayonnais.

## Carrière

### En club

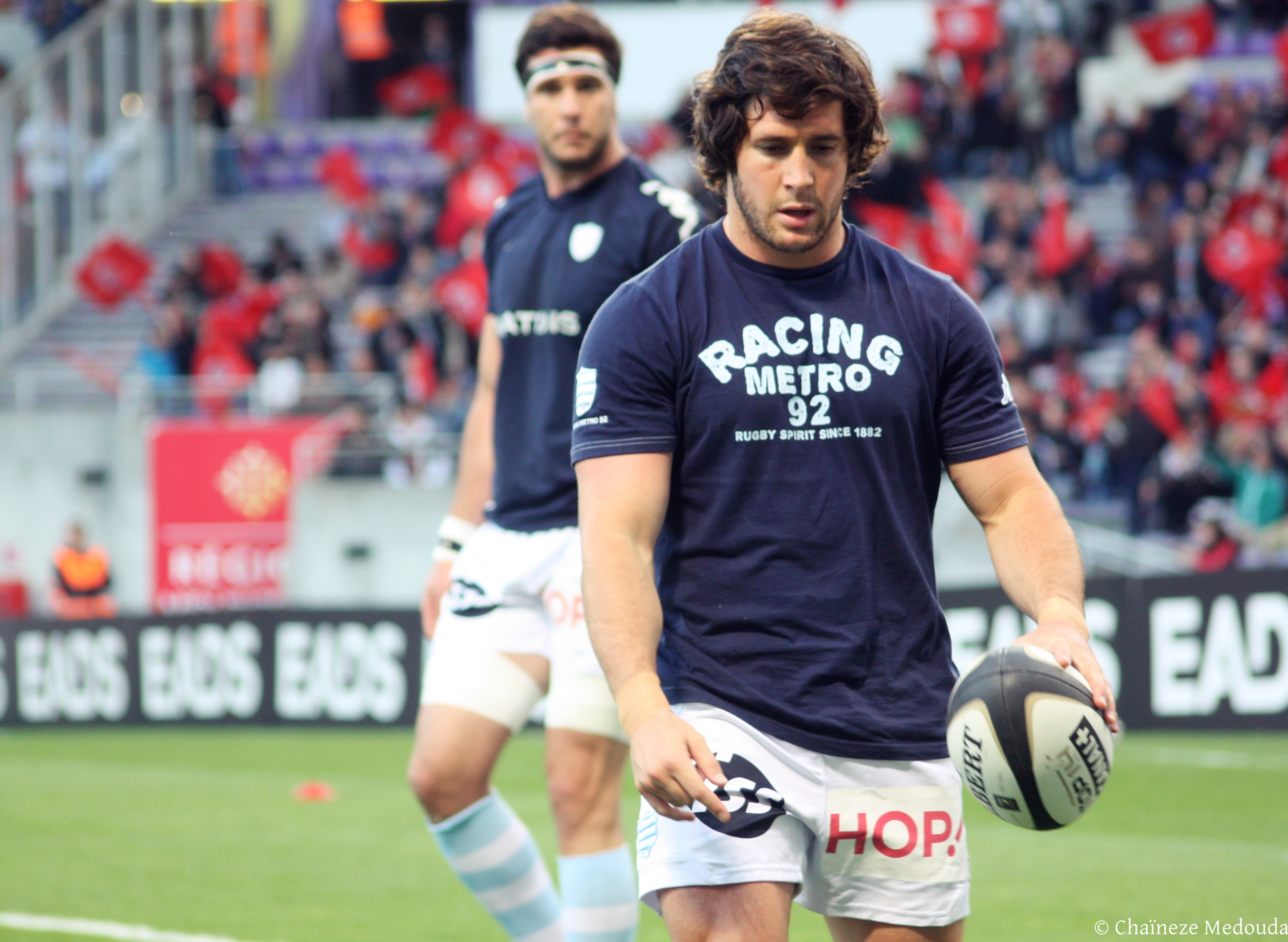
Maxime Machenaud lors du match barrage Toulouse-Racing de la saison 2012-2013.

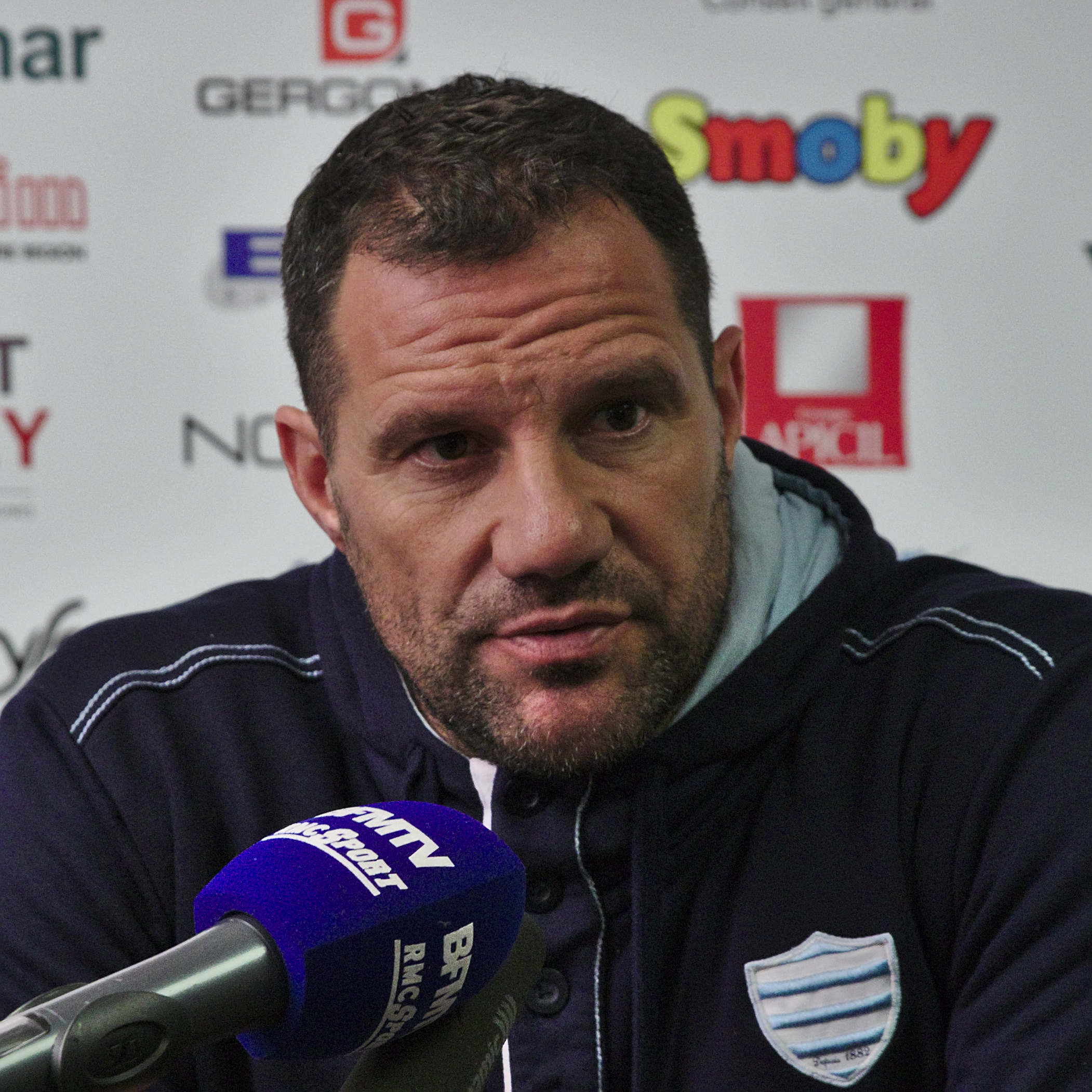
Laurent Labit, ici en 2015, est l'entraîneur de Maxime Machenaud de 2013 à 2019.

Né à Bordeaux et formé au Stade bordelais puis au CABBG (Club Athlétique Bordeaux Bègles Gironde), Maxime Machenaud gagne sa place de titulaire en Pro D2 avec le club girondin avant de s'exporter à Agen ou il explose aux yeux des téléspectateurs du Top 14. Il est ensuite recruté par le Racing Métro 92 où il ne tarde pas à devenir titulaire indiscutable.
Il est champion de France en 2016 avec le Racing 92. Il prend d'ailleurs un carton rouge lors de la finale.
Capitaine de son club lors de la fin de saison contrariée de Dimitri Szarzewski en 2019, l'équipe est prématurément éliminée en barrage du Top 14. Jacky Lorenzetti, président du club, remets alors en cause le statut du joueur dans le groupe. Le joueur admets que la situation n'est pas éclaircie alors qu'il s'apprête à disputer sa première Coupe du monde. 
En juin 2022 , il quitte le Racing 92 pour rejoindre l'Aviron Bayonnais . 

### En équipe de France
Maxime Machenaud est sélectionné pour la tournée 2012 du XV de France en Argentine. Il honore sa première sélection lors du second test match contre l'équipe d'Argentine, où il marque un des six essais français pour une victoire 49 à 10. Sa deuxième sélection a lieu le 10 novembre 2012 face à l'Australie.
Il commence le Tournoi des Six Nations 2013 comme titulaire aux côtés de Frédéric Michalak, mais les deux défaites inaugurales ont raison de son statut.
L'année suivante, il est sélectionné pour jouer le Tournoi des Six Nations et gagne son premier match face à l'Angleterre lors d'une victoire 26 à 24. Alors qu'il est le remplaçant de Jean-Marc Doussain au début de la compétition, il la termine, cette fois-ci, comme titulaire.
Philippe Saint-André expliquera plus tard que, selon lui, le joueur ne collait plus aux standards internationaux car son club lui avait fait prendre trop de poids.
Après deux ans d'absence, Maxime Machenaud figure dans la liste de 30 joueurs appelés par le nouveau sélectionneur Guy Novès pour participer à une première journée de stage début janvier, journée destinée à présenter le projet de jeu. Il est confirmé pour la deuxième journée, une semaine plus tard, dont le programme consiste en des entretiens individuels pour définir ce projet.
Faisant pleinement partie du projet du nouveau sélectionneur, il dispute le Tournoi des Six Nations 2016, d'abord comme remplaçant de Sébastien Bézy. Après deux entrées tranchantes, il est promu titulaire et conserve ce statut malgré les trois défaites de son équipe, face au Pays de Galles, l'Ecosse et l'Angleterre.
Il rate la tournée de juin en Argentine pour cause de phase finale de Top 14 avec son club du Racing 92.
Alors qu'il est en position de démarrer le Tournoi des Six Nations 2017 comme titulaire, il se retrouve remplaçant de Baptiste Serin. Il est forfait en fin de compétition et est remplacé par le jeune Antoine Dupont.
Écarté en novembre 2017 par Guy Novès, Jacques Brunel le sélectionne pour le Tournoi des Six Nations 2018. Morgan Parra finalement forfait, il démarre la compétition en tant que titulaire et buteur.
Il est sélectionné pour la Coupe du monde 2019. Il prend part au match d'ouverture en tant que remplaçant, gagné contre l'Argentine, alors qu'il n'a joué aucun match de préparation.
En novembre 2022, il est appelé avec les Barbarians français, pour affronter les Fidji au Stade Pierre-Mauroy.

## Statistiques

### En club
| Saison                      | Club                        | Championnat | Championnat | Championnat | Championnat | Championnat | Championnat | Championnat | Coupe d'Europe     | Coupe d'Europe | Coupe d'Europe | Coupe d'Europe | Coupe d'Europe | Coupe d'Europe | Coupe d'Europe | Par année | Par année |
| Saison                      | Club                        | Compétition | M           | Pts         | Ess.        | Pén.        | Tr.         | Dp.         | Compétitions       | M              | Pts            | Ess.           | Pén.           | Tr.            | Dp.            | M         | Pts       |
| --------------------------- | --------------------------- | ----------- | ----------- | ----------- | ----------- | ----------- | ----------- | ----------- | ------------------ | -------------- | -------------- | -------------- | -------------- | -------------- | -------------- | --------- | --------- |
| 2007-2008                   | Union Bordeaux Bègles       | Pro D2      | 15          | 10          | 2           | -           | -           | -           | -                  |                |                |                |                |                |                | 15        | 10        |
| 2008-2009                   | Union Bordeaux Bègles       | Pro D2      | 17          | 15          | 3           | -           | -           | -           | -                  |                |                |                |                |                |                | 17        | 15        |
| 2009-2010                   | Union Bordeaux Bègles       | Pro D2      | 20          | 10          | 2           | -           | -           | -           | -                  |                |                |                |                |                |                | 20        | 10        |
| Total Union Bordeaux Bègles | Total Union Bordeaux Bègles | Pro D2      | 52          | 35          | 7           | -           | -           | -           | -                  | -              | -              | -              | -              | -              | -              | 52        | 35        |
| 2010-2011                   | SU Agen                     | Top 14      | 20          | 12          | 2           | -           | 1           | -           | Challenge européen | 4              | 5              | 1              | -              | -              | -              | 24        | 17        |
| 2011-2012                   | SU Agen                     | Top 14      | 25          | 18          | 1           | 3           | 2           | -           | Challenge européen | 2              | 10             | -              | -              | 5              | -              | 27        | 28        |
| Total SU Agen               | Total SU Agen               | Top 14      | 45          | 30          | 3           | 3           | 3           | -           | Challenge européen | 6              | 15             | 1              | -              | 5              | -              | 51        | 45        |
| 2012-2013                   | Racing 92                   | Top 14      | 21          | 45          | -           | 11          | 6           | -           | Coupe d'Europe     | 3              | 8              | 1              | 1              | -              | -              | 24        | 53        |
| 2013-2014                   | Racing 92                   | Top 14      | 20          | 60          | -           | 18          | 3           | -           | Coupe d'Europe     | 5              | 3              | -              | 1              | -              | -              | 25        | 63        |
| 2014-2015                   | Racing 92                   | Top 14      | 24          | 151         | 7           | 30          | 13          | -           | Coupe d'Europe     | 7              | 25             | 1              | 4              | 4              | -              | 31        | 176       |
| 2015-2016                   | Racing 92                   | Top 14      | 18          | 146         | 1           | 37          | 15          | -           | Coupe d'Europe     | 7              | 25             | 2              | 3              | 3              | -              | 25        | 171       |
| 2016-2017                   | Racing 92                   | Top 14      | 19          | 41          | -           | 11          | 4           | -           | Coupe d'Europe     | 4              | 5              | -              | 1              | 1              | -              | 23        | 46        |
| 2017-2018                   | Racing 92                   | Top 14      | 13          | 63          | -           | 13          | 12          | -           | Coupe d'Europe     | 8              | 85             | 2              | 17             | 12             | -              | 21        | 148       |
| 2018-2019                   | Racing 92                   | Top 14      | 12          | 93          | -           | 17          | 21          | -           | Coupe d'Europe     | 4              | 22             | -              | 4              | 5              | -              | 16        | 115       |
| 2019-2020                   | Racing 92                   | Top 14      | 8           | 55          | 1           | 10          | 10          | -           | Coupe d'Europe     | 8              | 48             | -              | 6              | 15             | -              | 16        | 103       |
| 2020-2021                   | Racing 92                   | Top 14      | 24          | 203         | 1           | 44          | 33          | -           | Coupe d'Europe     | 4              | 39             | 1              | 8              | 5              | -              | 28        | 242       |
| 2021-2022                   | Racing 92                   | Top 14      | 22          | 167         | 2           | 35          | 26          | -           | Coupe d'Europe     | 5              | 23             | -              | 5              | 4              | -              | 12        | 97        |
| Total Racing 92             | Total Racing 92             | Top 14      | 181         | 1024        | 12          | 226         | 143         | -           | Coupe d'Europe     | 55             | 283            | 7              | 50             | 49             | -              | 236       | 1307      |
| 2022-2023                   | Aviron bayonnais            | Top 14      | -           | -           | -           | -           | -           | -           | Challenge Cup      | -              | -              | -              | -              | -              | -              | -         | -         |
| Total Aviron bayonnais      | Total Aviron bayonnais      | Top 14      | -           | -           | -           | -           | -           | -           | Challenge Cup      | -              | -              | -              | -              | -              | -              | -         | -         |
| Total                       | Total                       | Top 14      | 226         | 1058        | 15          | 229         | 146         | -           | Coupe d'Europe     | 55             | 283            | 7              | 50             | 49             | -              | 339       | 1387      |
| Total                       | Total                       | ProD2       | 52          | 35          | 7           | -           | -           | -           | Challenge européen | 6              | 15             | 1              | -              | 5              | -              | 339       | 1387      |

### En sélection
Maxime Machenaud compte 38 sélections avec l'équipe de France, dont 24 en tant que titulaire, depuis sa première obtenue le 23 juin 2012 à Tucuman contre  l'équipe d'Argentine.
Au 2 octobre 2019, il a inscrit 149 points, pour 1 essai, 38 pénalités et 15 transformations.
Il participe à cinq éditions du Tournoi des Six Nations, en 2013, 2014, 2016, 2017 et 2018, totalisant vingt-deux rencontres.
Il participe à la Coupe du monde 2019 au Japon.

## Palmarès

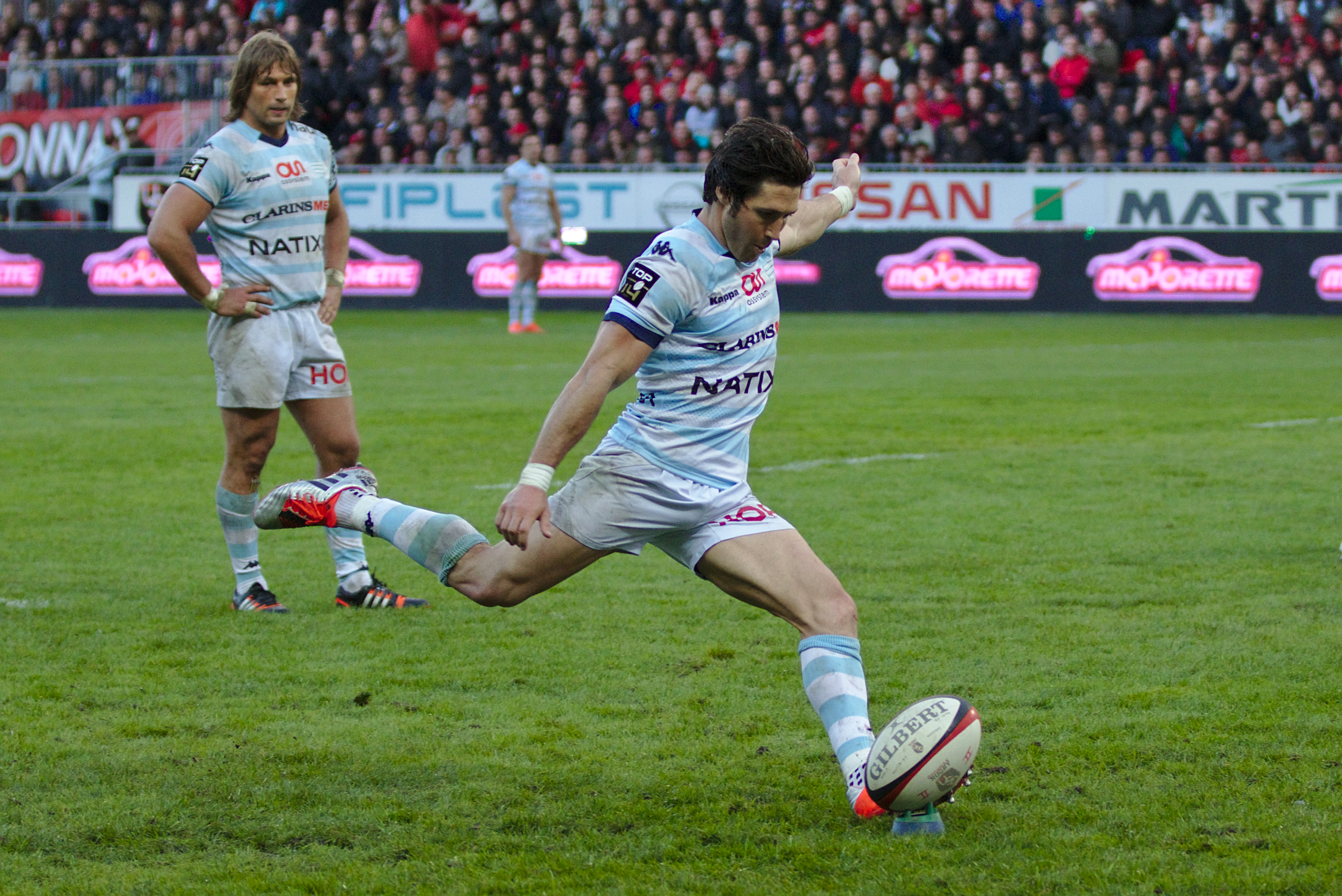
Maxime Machenaud avec le Racing 92 en 2015.

### En club
- Top 14 :
  - Champion (1) : 2016 avec le Racing 92
- Coupe d'Europe :
  - Finaliste (3) : 2016, 2018 et 2020 avec le Racing 92

### En sélection

#### Dans le tournoi des 6 nations
| Édition          | Rang | Résultats France | Résultats M. Machenaud | Matchs M. Machenaud |
| ---------------- | ---- | ---------------- | ---------------------- | ------------------- |
| Six Nations 2013 | 6    | 1 v, 1 n, 3 d    | 1 v, 0 n, 3 d          | 4/5                 |
| Six Nations 2014 | 4    | 3 v, 0 n, 2 d    | 3 v, 0 n, 2 d          | 5/5                 |
| Six Nations 2016 | 5    | 2 v, 0 n, 3 d    | 2 v, 0 n, 3 d          | 5/5                 |
| Six Nations 2017 | 3    | 3 v, 0 n, 2 d    | 1 v, 0 n, 2 d          | 3/5                 |
| Six Nations 2018 | 4    | 2 v, 0 n, 3 d    | 2 v, 0 n, 3 d          | 5/5                 |

#### En coupe du monde
| Édition    | Rang               | Résultats France | Résultats M. Machenaud | Matchs M. Machenaud |
| ---------- | ------------------ | ---------------- | ---------------------- | ------------------- |
| Japon 2019 | Quart de finaliste | 3 v, 0 n, 1 d    | 2 v, 0 n, 0 d          | 2/4                 |

### Distinctions personnelles
- Oscars du Midi olympique :  Oscar d'Or 2016[9]
- Meilleur réalisateur du Tournoi des Six Nations 2018 (50 points)